# The Revolution Will Not Be Televised (album)
The Revolution Will Not Be Televised è una raccolta dell'artista statunitense Gil Scott-Heron, pubblicata nel 1974 dall'etichetta di jazz Flying Dutchman Records.
| Recensione | Giudizio |
| ---------- | -------- |
| AllMusic   | [ 1 ]    |

## Tracce
Lato 1
Testi di Gil Scott-Heron, Brian Jackson (tracce 2-3 e 6).
1. The Revolution Will Not Be Televised – 3:03
2. Sex Education: Ghetto Style – 0:48
3. The Get Out of the Ghetto Blues – 4:59
4. No Knock – 1:27
5. Lady Day and John Coltrane – 3:32
6. Pieces of a Man – 4:59

Lato 2
Testi di Gil Scott-Heron.
1. Home Is Where the Hatred Is – 3:18
2. Brother – 1:42
3. Save the Children – 4:22
4. Whitey on the Moon – 1:26
5. Did You Hear What They Said? – 3:25